# Komórki Reed-Sternberga

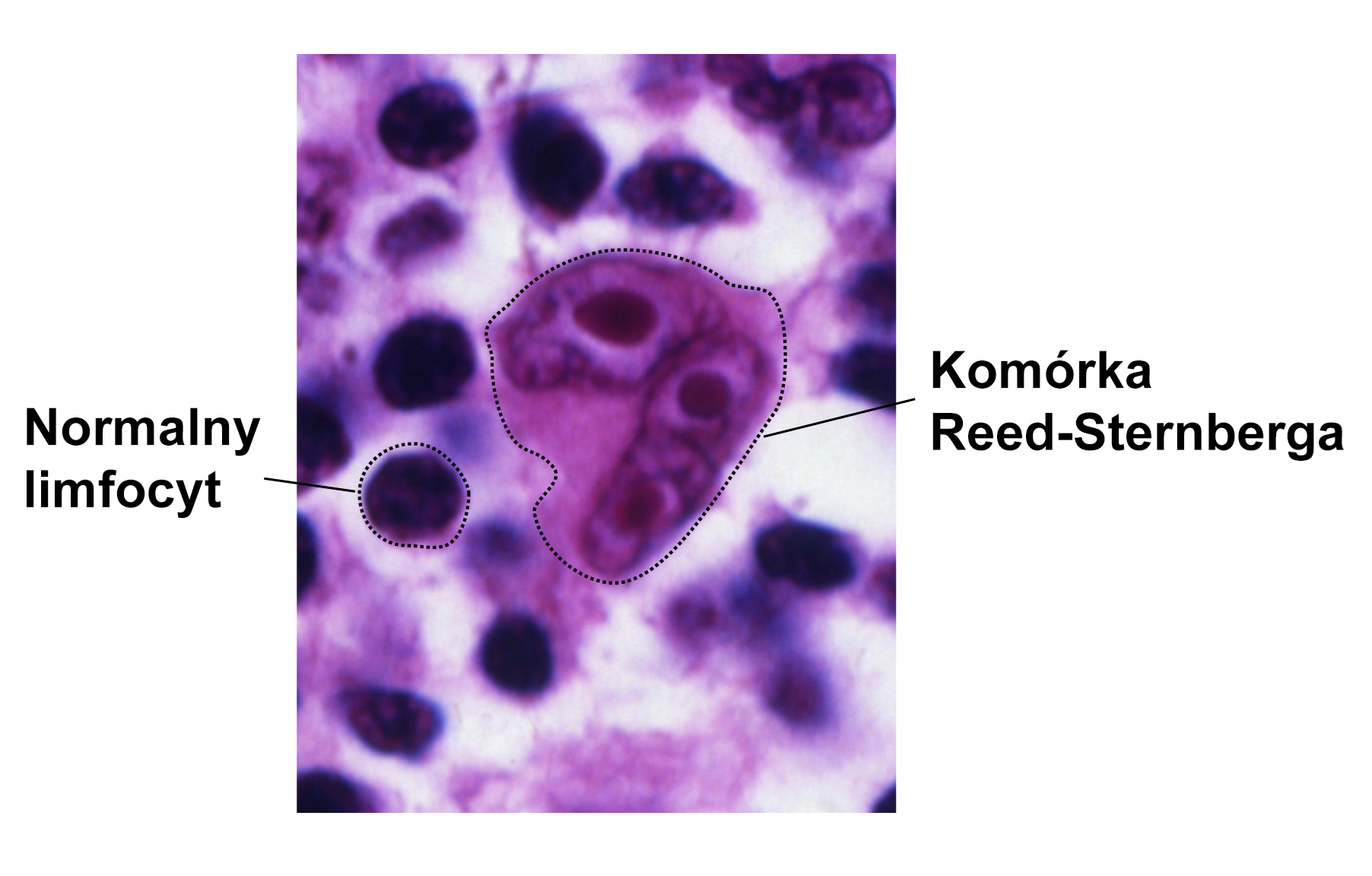
Porównanie limfocytu prawidłowego z komórką Reed-Sternberga

Komórki Reed-Sternberga – pochodne limfocytów B o średnicy 15–45 μm, posiadające charakterystyczne jądra dwupłatowe lub podwójne układające się w ten sposób, że stanowią wzajemnie jakby własne lustrzane odbicia, oraz obfitą cytoplazmę. Każde z jąder (lub każdy płat jądra) zawiera duże kwasochłonne jąderko otoczone jasnym rąbkiem, co nasuwa skojarzenie z wyglądem „sowiego oka”. Występowanie komórek Reed-Sternberga jest patognomonicznym objawem chłoniaka Hodgkina. Rzadziej mogą występować w limfadenopatiach spowodowanych np. mononukleozą zakaźną, karbamazepiną.
Innym rodzajem komórek Reed-Sternberga są komórki lakunarne występujące w typie NS (stwardnienie guzkowe) chłoniaka Hodgkina, posiadające pojedyncze wielopłatowe jądro usiane licznymi niewielkimi jąderkami, a także słabo barwiącą się cytoplazmę, która obkurcza się po utrwaleniu preparatu węzła w formalinie tworząc charakterystyczną przestrzeń (lakunę).
Komórki Reed-Sternberga zostały nazwane na cześć Dorothy Reed Mendenhall (1874–1964) i Carla Sternberga (1872–1935), którzy dostarczyli pierwszych mikroskopowych opisów choroby Hodgkina.